# 后街男孩
后街男孩（英語：Backstreet Boys）是一支美國流行音樂團體，1993年于美国佛罗里达州奥兰多市成立，其成员分别为：尼克·卡特、豪兒·多罗夫、布萊恩·萊特爾、A·J·迈克林（A.J. McLean）和凯文·理查德森，成立之初五位成員都不過十幾歲。至今为止他们已经在美国销售了3800万张唱片，全球销量超過1亿3000万张，名列史上最暢銷男子團體。2013年被選入好萊塢星光大道，以紀念他們對音樂業的貢獻。

## 关于团名
后街男孩的团名原是奥兰多市的一个著名跳蚤市场（Backstreet Market）的名字，这个词的直译是“後街”。在香港對於歐美歌手、組合及樂隊不會譯中文名字，而在台灣稱“新好男孩”，中國大陆對他们的译名是“后街男孩”，在日本則是“バックストリート・ボーイズ”。在中国后街男孩亦有如“茨团”等爱称。

## 成員列表
| 姓名                     | 出生日期      |
| ------------------------ | ------------- |
| 布萊恩（Brian Littrell） | 1975年2月20日 |
| 霍伊（Howie Dorough）    | 1973年8月22日 |
| A.J.（A. J. McLean）     | 1978年1月9日  |
| 尼克（Nick Carter）      | 1980年1月28日 |
| 凱文（Kevin Richardson） | 1971年10月3日 |

## 歌曲列表
|  | Backstreet Boys (新好男孩同名專輯) 1996/05/06 | We've Got It Goin' On - Radio Edit                      |
|  | Backstreet Boys (新好男孩同名專輯) 1996/05/06 | Anywhere for You                                        |
|  | Backstreet Boys (新好男孩同名專輯) 1996/05/06 | Get Down (You're the One for Me) - LP Edit No Rap       |
|  | Backstreet Boys (新好男孩同名專輯) 1996/05/06 | I'll Never Break Your Heart                             |
|  | Backstreet Boys (新好男孩同名專輯) 1996/05/06 | Quit Playing Games (With My Heart)                      |
|  | Backstreet Boys (新好男孩同名專輯) 1996/05/06 | Boys Will Be Boys                                       |
|  | Backstreet Boys (新好男孩同名專輯) 1996/05/06 | Just to Be Close to You                                 |
|  | Backstreet Boys (新好男孩同名專輯) 1996/05/06 | I Wanna Be with You                                     |
|  | Backstreet Boys (新好男孩同名專輯) 1996/05/06 | Every Time I Close My Eyes                              |
|  | Backstreet Boys (新好男孩同名專輯) 1996/05/06 | Darlin'                                                 |
|  | Backstreet Boys (新好男孩同名專輯) 1996/05/06 | Let's Have a Party                                      |
|  | Backstreet Boys (新好男孩同名專輯) 1996/05/06 | Roll with It                                            |
|  | Backstreet Boys (新好男孩同名專輯) 1996/05/06 | Nobody but You                                          |
|  | Backstreet's Back (新好男孩回來) 1997/08/12   | Everybody (Backstreet's Back) - Radio Edit              |
|  | Backstreet's Back (新好男孩回來) 1997/08/12   | As Long as You Love Me                                  |
|  | Backstreet's Back (新好男孩回來) 1997/08/12   | All I Have to Give                                      |
|  | Backstreet's Back (新好男孩回來) 1997/08/12   | That's The Way I Like It                                |
|  | Backstreet's Back (新好男孩回來) 1997/08/12   | 10.000 Promises                                         |
|  | Backstreet's Back (新好男孩回來) 1997/08/12   | Like A Child                                            |
|  | Backstreet's Back (新好男孩回來) 1997/08/12   | Hey Mr. DJ (Keep Playin' This Song)                     |
|  | Backstreet's Back (新好男孩回來) 1997/08/12   | Set Adrift on Memory Bliss                              |
|  | Backstreet's Back (新好男孩回來) 1997/08/12   | That's What She Said                                    |
|  | Backstreet's Back (新好男孩回來) 1997/08/12   | If You Want It To Be Good Girl (Get Yourself a Bad Boy) |
|  | Backstreet's Back (新好男孩回來) 1997/08/12   | If I Don't Have You                                     |
|  | Millennium (千禧情) 1999/05/18                | Larger Than Life(搖擺狂潮)                              |
|  | Millennium (千禧情) 1999/05/18                | I Want It That Way(我就是愛你)                          |
|  | Millennium (千禧情) 1999/05/18                | Show Me The Meaning Of Being Lonely(寂寞的真諦)         |
|  | Millennium (千禧情) 1999/05/18                | It's Gotta Be You(就是妳)                               |
|  | Millennium (千禧情) 1999/05/18                | I Need You Tonight(今晚伴著我)                          |
|  | Millennium (千禧情) 1999/05/18                | Don't Want You Back(拒絕往來戶)                         |
|  | Millennium (千禧情) 1999/05/18                | Don't Wanna Lose You Now(不願失去妳)                    |
|  | Millennium (千禧情) 1999/05/18                | The One(鍾愛唯一)                                       |
|  | Millennium (千禧情) 1999/05/18                | Back To Your Heart(再愛一次)                            |
|  | Millennium (千禧情) 1999/05/18                | Spanish Eyes(深情的雙眼)                                |
|  | Millennium (千禧情) 1999/05/18                | No One Else Comes Close(給親愛的妳)                     |
|  | Millennium (千禧情) 1999/05/18                | The Perfect Fan(給親愛的媽咪)                           |
|  | Black & Blue (藍與黑) 2000/11/21              | The Call                                                |
|  | Black & Blue (藍與黑) 2000/11/21              | Shape of My Heart                                       |
|  | Black & Blue (藍與黑) 2000/11/21              | Get Another Boyfriend                                   |
|  | Black & Blue (藍與黑) 2000/11/21              | Shining Star                                            |
|  | Black & Blue (藍與黑) 2000/11/21              | I Promise You (With Everything I Am)                    |
|  | Black & Blue (藍與黑) 2000/11/21              | The Answer to Our Life                                  |
|  | Black & Blue (藍與黑) 2000/11/21              | Everyone                                                |
|  | Black & Blue (藍與黑) 2000/11/21              | More Than That                                          |
|  | Black & Blue (藍與黑) 2000/11/21              | Time                                                    |
|  | Black & Blue (藍與黑) 2000/11/21              | Not for Me                                              |
|  | Black & Blue (藍與黑) 2000/11/21              | Yes I Will                                              |
|  | Black & Blue (藍與黑) 2000/11/21              | It's True                                               |
|  | Black & Blue (藍與黑) 2000/11/21              | How Did I Fall in Love with You                         |
|  | Incomplete 2005/05/30                         | Movin' On                                               |
|  | Never Gone (風雲再起) 2005/06/14              | Just Want You to Know                                   |
|  | Never Gone (風雲再起) 2005/06/14              | Crawling Back to You                                    |
|  | Never Gone (風雲再起) 2005/06/14              | Weird World                                             |
|  | Never Gone (風雲再起) 2005/06/14              | I Still...                                              |
|  | Never Gone (風雲再起) 2005/06/14              | Poster Girl                                             |
|  | Never Gone (風雲再起) 2005/06/14              | Lose It All                                             |
|  | Never Gone (風雲再起) 2005/06/14              | Climbing the Walls                                      |
|  | Never Gone (風雲再起) 2005/06/14              | My Beautiful Woman                                      |
|  | Never Gone (風雲再起) 2005/06/14              | Safest Place to Hide                                    |
|  | Never Gone (風雲再起) 2005/06/14              | Siberia                                                 |
|  | Never Gone (風雲再起) 2005/06/14              | Never Gone                                              |
|  | Inconsolable 2007/11/02                       | Inconsolable                                            |
|  | Unbreakable 19/11/2007                        | Everything But Mine                                     |
|  | Unbreakable 19/11/2007                        | Something That I Already Know                           |
|  | Unbreakable 19/11/2007                        | Helpless When She Smiles                                |
|  | Unbreakable 19/11/2007                        | Any Other Way                                           |
|  | Unbreakable 19/11/2007                        | One In A Million                                        |
|  | Unbreakable 19/11/2007                        | Panic                                                   |
|  | Unbreakable 19/11/2007                        | You Can Let Go                                          |
|  | Unbreakable 19/11/2007                        | Trouble Is                                              |
|  | Unbreakable 19/11/2007                        | Treat Me Right                                          |
|  | Unbreakable 19/11/2007                        | Love Will Keep You Up All Night                         |
|  | Unbreakable 19/11/2007                        | Unmistakable                                            |
|  | Unbreakable 19/11/2007                        | Unsuspecting Sunday Afternoon                           |
|  | Unbreakable 19/11/2007                        | Nowhere To Go                                           |
|  | Unbreakable 19/11/2007                        | Close My Eyes                                           |
|  | Helpless When She Smiles 18/1/2008            | There's Us                                              |
|  | Helpless When She Smiles 18/1/2008            | Satellite                                               |
|  | Straight Through My Heart 2009/09/07          | Straight                                                |
|  | Straight Through My Heart 2009/09/07          | Straight Through                                        |
|  | Straight Through My Heart 2009/09/07          | Straight Through My Heart                               |
|  | This Is Us 2009/10/06                         | Bigger                                                  |
|  | This Is Us 2009/10/06                         | Bye Bye Love                                            |
|  | This Is Us 2009/10/06                         | All of Your Life (You Need Love)                        |
|  | This Is Us 2009/10/06                         | If I Knew Then                                          |
|  | This Is Us 2009/10/06                         | PDA                                                     |
|  | This Is Us 2009/10/06                         | Masquerade                                              |
|  | This Is Us 2009/10/06                         | She's a Dream                                           |
|  | This Is Us 2009/10/06                         | Shattered                                               |
|  | This Is Us 2009/10/06                         | Undone                                                  |
|  | In A World Like This 2013/06/25               | In A World Like This                                    |
|  | In A World Like This 2013/06/25               | Permanent Stain (永遠愛妳)                              |
|  | In A World Like This 2013/06/25               | Breathe (無法呼吸)                                      |
|  | In A World Like This 2013/06/25               | Madeleine (瑪德蓮)                                      |
|  | In A World Like This 2013/06/25               | Show ‘Em (What You’re Made Of) (做自己)                 |
|  | In A World Like This 2013/06/25               | Make Believe (假裝)                                     |
|  | In A World Like This 2013/06/25               | Try (再試一回)                                          |
|  | In A World Like This 2013/06/25               | Trust Me (相信我)                                       |
|  | In A World Like This 2013/06/25               | Love Somebody (戀上一個人)                              |
|  | In A World Like This 2013/06/25               | One Phone Call (一通電話)                               |
|  | In A World Like This 2013/06/25               | Feels Like Home (四海一家)                              |
|  | In A World Like This 2013/06/25               | Soldier (愛情戰士)                                      |
|  | In A World Like This 2013/06/25               | In Your Arms (Bonus Track) (在妳懷裡)                   |
|  | In A World Like This 2013/06/25               | Take Care (Bonus Track) (相知相惜)                      |
|  | Don't Go Breaking My Heart 2018/05/17         | Don't Go Breaking My Heart                              |
|  | Chances 2018/11/09                            | Chances                                                 |
|  | No Place 2019/01/04                           | No Place                                                |
|  | Breathe 2019/01/18                            | Breathe                                                 |
|  | DNA 2019/01/25                                | Nobody Else (專屬於我)                                  |
|  | DNA 2019/01/25                                | New Love (嶄新之愛)                                     |
|  | DNA 2019/01/25                                | Passionate (熱情如火)                                   |
|  | DNA 2019/01/25                                | Is It Just Me (錯覺)                                    |
|  | DNA 2019/01/25                                | Chateau (愛的城堡)                                      |
|  | DNA 2019/01/25                                | The Way It Was (曾經的我們)                             |
|  | DNA 2019/01/25                                | Just Like You Like It (如你所愛)                        |
|  | DNA 2019/01/25                                | OK (沒問題)                                             |
|  | Last Christmas 2022/09/06                     | Last Christmas                                          |
|  | A Very Backstreet Christmas 2022/10/14        | White Christmas                                         |
|  | A Very Backstreet Christmas 2022/10/14        | The Christmas Song                                      |
|  | A Very Backstreet Christmas 2022/10/14        | Winter Wonderland                                       |
|  | A Very Backstreet Christmas 2022/10/14        | Have Yourself A Merry Little Christmas                  |
|  | A Very Backstreet Christmas 2022/10/14        | O Holy Night                                            |
|  | A Very Backstreet Christmas 2022/10/14        | This Christmas                                          |
|  | A Very Backstreet Christmas 2022/10/14        | Same Old Lang Syne                                      |
|  | A Very Backstreet Christmas 2022/10/14        | Silent Night                                            |
|  | A Very Backstreet Christmas 2022/10/14        | I'll Be Home for Christmas                              |
|  | A Very Backstreet Christmas 2022/10/14        | Christmas in New York                                   |
|  | A Very Backstreet Christmas 2022/10/14        | Together                                                |
|  | A Very Backstreet Christmas 2022/10/14        | Happy Days                                              |

## 經歷

### 出道和巔峰
新好男孩成立于1993年，并于同年5月在奥兰多的海洋世界进行了第一次演出，他们的首批观众是3000名青少年。1994年6月，唱片公司发行了他们的第一支单曲，虽在美国似乎不受欢迎，但在欧洲却卖得很不错。随后，他们在德国发行了他们的第一张金碟。1995年，新好男孩的首张同名专辑《新好男孩》（Backstreet Boys）在欧洲和加拿大发行，并很快进入各国的流行音乐排行榜的前十名。1996年，新好男孩在德国被评为最受欢迎的国际音乐团体，单曲获得金唱片认证并在奥地利夺得排行榜冠军。同样在德国，他们的首张专辑获得白金唱片认证。1996年來台灣。1997年，他们开始尝试返回美国市场。6月，单曲一经发行很快就荣登美国榜第二名。8月，新好男孩率先在日本发行了他们的第二张专辑《新好男孩回来了》；不久，美国版的专辑《新好男孩》（Backstreet Boys）以精选集的形式在国内市场推出。专辑发行初期就迅速占据德国、挪威、瑞士、芬兰和奥地利的冠军榜并在全世界售出超过3000万张（美国1400万张），创新专辑销售纪录。单曲"Everybody"及其魔幻鬼魅的音樂錄影帶更是横扫无数奖项；另外像和也大受欢迎。10月，本预订在西班牙举行的一场免费演唱会由于到场歌迷众多不得不取消。12月，他们开始了覆盖全球20个国家、60个城市的巡演。
1998年，奥兰多市长将“奥兰多市钥匙”授予新好男孩并宣布10月7日为奥兰多的“新好男孩日”。1999年2月，新好男孩获得了他们的首个钻石唱片认证。
1999年5月，新好男孩发行了《千禧情》（Millennium）专辑，在发行当天便售出50万张，一周之内销量达百万，再次创造了一项销售纪录。《滚石》杂志评论说要不是很多商店存货不足，这个纪录本应该更惊人。这张专辑占据了包括美国在内（冠军10周，专辑榜77周）的28个国家的冠军榜，并于12月被认定为11白金唱片，在全球共卖出3400万张，成为一年内销售速度最快的专辑。首支单曲"I Want It That Way"在发行第一周被电台点播达165次，在英国单曲榜冠军位置待了2周，并在18个国家获得冠军。它还在45个国家获得金唱片和白金唱片认证，并被MTV及滚石杂志评为“最伟大100首歌曲”的第十位。8月，新好男孩再次创造了一项纪录——他们的巡回演出的门票在短短幾个小时之内售出了765,000张。年底，新好男孩获得葛莱美奖包括“年度最佳专辑”在内的5项提名。
2000年11月，新好男孩发行《黑與藍》（Black & Blue）专辑。为了宣传这张新专辑，他们在100个小时之内跑遍了全球，包括瑞典、日本、澳大利亚、南非、巴西及美国各州，整个行程达26000英里，其中55个小时花在飞机上，45个小时用来表演。专辑发行首周在美国售出160万张，使他们成为连续两张专辑发行首周销量过百万的团体。这张专辑一周内在全球销量超过500万张，再次创新纪录。专辑中的13首歌有5首由他们自己创作，在发行首周在全球30个国家认定为白金唱片，在10个地区获金唱片认证。首支单曲"Shape of My Heart"在美国40个电台被点播171次；并在瑞典、挪威、加拿大获冠军，在德国获亚军，在瑞士排名第四，在奥地利和荷兰获得第5名的好成绩。
2001年，新好男孩开始了他们的“2001年黑與藍世界巡演”。整个巡演共收入3亿5000万美元的票房，成为史上票房最高的现场演出。
2001年10月，新好男孩发行了他们的首张精选集《新好男孩金曲精选第一章》（The Greatest Hits: Chapter One），专辑中包括他们的热门歌曲的精选以及一首新单曲"Drowning"，同时也是他们在2005年回归之前的最后一支单曲。这张精选集在全球卖出900万张，并在加拿大获冠军。新好男孩随后在华盛顿及纽约进行了两场演出，以纪念在九一一袭击事件中的死难者；以及参与众明星合唱歌曲""的录制。自2001年底，他们进入了休息阶段。

### 重新出發
经过了5年的沉寂，他们的新的单曲于2005年5月28日发行，并迅速在美国及国外市场成为最抢手的歌曲。与他们以前的歌曲相比，新单曲的风格有了很大转变，更趋向成人化的风格。这个转变获得了很多负面评价，《滚石》杂志甚至只给出了一颗星。许多歌迷都认为他们应该继续维持他们的风格：街舞、饶舌以及轻柔的成人化曲风（类似和那樣的風格）。5月，他们4年来唯一的一场演唱会—欧洲演唱会录影销售一空。2005年6月14日，新好男孩历时一年时间制作的全新专辑《风云再起》（Never Gone，又译：从未离开）发行。专辑发行初获得美国专辑榜第3名的好成绩，并售出291000张，在全球售出210万张，在日本、德国、印度、智利、巴西、澳大利亚和韩国获得冠军。7月，新好男孩于佛罗里达州的西棕榈海滩开始了他们的“风云再起巡演”。
2006年4月，新好男孩获得了迈阿密海滩唱片研究会颁发的荣誉大奖。
2007年7月25日，第一支单曲《Inconsolable》发行，延续了上一张专辑中《Incomplete》的音乐风格。第二支单曲为《Helpless When She Smiles》，第三支为《Everything But Mine》。专辑发行首周销售量为81,000，儘管此专辑在美国的總销量不尽人意，在国际市场上卻極为热销，在日本曾蝉联兩週销量冠军宝座。
2007年10月30日，新好男孩发行第六張专辑《不散的和弦》（此中國譯名為當地官方徵集而定，臺譯「愛無敵」。），这是在Kevin离开团队后发行的第一张专辑，這張专辑包含了多种音乐风格。
2009年7月中旬，后街男孩通过官方网站宣布组合第七张录音室大碟将于10月6日全球同步发行。而在意大利的发行日期则为10月2日。
酝酿两年的新作《This Is Us》，BSB 以最真我的表态企图探索更宽广之音乐走向。第一支回荡诱人起舞因子的《Straight Through My Heart》，為捧出新生代舞后Lady Gaga的幕后功臣RedOne制作；瑞典籍的排行畅销曲制造天王Max Martin（布兰妮、PINK）打造《Bigger》，以吉他拨弦拉出顺畅音频，不时覆盖电子音符润饰，增添更为摇滚的律动；巧妙分解Hip-Hop和电子颗粒的《If I Knew Then》；最BSB式的情歌《This Is Us》，运用Auto Tune效果器搭配，《Masquerade》則是首派队主打歌；时髦无比的《Undone》，混搭街头饶舌帮腔助势；火烫热辣的末曲《Helpless》，邀來点燃夏日拉丁饶舌派系风潮的新霸主Pitbull帮腔助势。
同时后街男孩宣布专辑第一支单曲《Straight Through My Heart》将于7月27日开始在全美及其他国家的主流电台播出，同时在日本Billboard取得季军。

### NKOTBSB
2010年11月，新好男孩跟街頭頑童合組成NKOTBSB (New Kids On The Block和Backstreet Boys的縮寫)，共同進行全球巡迴演唱，同時發行一張同名專輯NKOTBSB，收錄各自的冠軍單曲以及兩首新歌《Don't Turn Out The Lights》和《All In My Head》。
2011年5月，NKOTBSB的巡迴演唱展開，展開51場演唱，總收入達四千萬美元。他們2011年的巡迴演唱被Billboard選為年度巡迴演唱榜第11名。

### 平穩時期
2012年4月，新好男孩在倫敦巡迴演唱時宣佈前成員凯文·理查德森歸隊，並在今年7月在倫敦灌錄新專輯。2013年7月推出第八張錄音室專輯In A World Like This(真情難捨)。

## 奖项
新好男孩共获得葛莱美奖七次提名；还有26项国际音乐大奖的肯定，及数不清的电台杂志奖项。
他们还拥有两张钻石唱片及53白金唱片认证。
新好男孩是好萊塢星光大道的其中一員。

## 唱片销量一览
- 1996年　《新好男孩 (國際版)》，全球800万张；日本130万张
- 1997年　《新好男孩 (美國版)》，美国1400万张
- 1997年　《新好男孩回來了》，欧洲500万，全球1200万（这张专辑未在美国发行）
- 1998年　《與新好男孩的一夜》（录影带），在美国售出至少300万套
- 1999年　《千禧情》，美国1300万；全球3000万张
- 2000年　《黑與藍》，美国800万张；全球1700万张
- 2001年　《新好男孩金曲精選第一章》，美国180万张；亚洲400万张
- 2005年　《風雲再起》，全球共售出超过450万张 （日本75万；美国177万）
- 2007年　《不散的和弦》，全球共售出超过180万张 （日本40万；美国23万）
- 2009年　《就是我们》，全球共售出超过65万张 （日本30万；美国13万）
- 2013年　《真情难舍》，全球共售出超过80万张 （欧洲30万；美国18万）
- 2019年　《DNA》，第10張專輯

## 軼事
新好男孩一直在强调，他们并不是那种“一个人唱歌，而其他几个人跳舞”的组合，而他们最出色的也莫过於他们完美的和声。VH1 Music的记录片可以很好的说明他们的存在：在新好男孩第一次出现在欧洲媒体面前的时候，大部分媒体都只是觉得这几个男生长的很漂亮，舞跳的很好。而当他们开始在无伴奏乐的情况下清唱了几首歌曲后，所有人都表露出吃惊的表情。虽然新好男孩并不是一个高调的演唱小组，但在脱离新好男孩这个团体后，组合成员凯文多次公开表示对美国执政党及总统布什的不满，并几度重申美对伊拉克战争是“没有进行任何思考的闹剧”。
组合成军13年来最有影响的一件事便是团员A.J 因为个人原因于2001年宣布暂时退出组合，导致新好男孩世界巡演进行到一半被迫终止。之后A.J 于一个月后回到组合，参加组合在达拉斯的演唱会。随即组合发行精选辑及首次来亚洲日本进行演出，反响热烈。之后组合开始了长达两年的解体（而他们自己的话则是“休整期”）。
在组合解体的那段时间里，团员尼克·卡特开始了个人的生涯，并且他做出了一些伤害组合的事情。他在接受德国杂志PopCorn采访时攻击另一位成员布莱恩，并且在接受传媒大鳄MTV的采访时承认对新好男孩组合的反感。后来，尼克发行了一张专輯Now Or Never，这张专輯在美国售出50万份以上。在之后新好男孩其他四人一纸诉状将尼克及唱片公司告上法庭，索赔近亿美元，因为公司将尼克个人专辑的广告登在了新好男孩的专属网站上。
在2003年底，团员A.J参加了“欧普拉脱口秀”，首次向大家坦白了他做为一个公众艺人及一个有着精神疾病病人的一些不为人知的事情。在那次节目进行到一半时，其他四位成员突然出现在了现场。节目结束后已经整整一年多没有在一起的五个人坐在了更衣室裡，他们互相流着泪，并且一致决定继续新好男孩组合。
尼克在后来的采访裡告诉记者，当时他正在伦敦准备着自己的第二张个人专輯的录制工作，而布莱恩则给他打了电话，告诉他A.J正在做欧普拉的节目。在短暂的考虑之后，尼克决定和其他三个人一样，给A.J一个惊喜。
美国前总统比尔·克林顿曾在新好男孩鼎盛时期接见过这支演唱团体，并且称赞他们为美国唱片业做出的巨大贡献。而新好男孩的诞生则不仅仅是一个奇迹，它更拉开了全球男子团体及一个代号为 Teen Pop 的词汇。Teen Pop - 这是一个有争议的词汇，一部分人认为Teen Pop的音乐只针对不到21岁的歌迷，是属于一种毫无内容而言的爱情歌曲而已。而演唱者的真正表演水准并不重要。许多说唱歌手或者一些批评者们多次在歌曲及文章裡讽刺了这类音乐的无趣；另一部分人认为Teen Pop是带动美国唱片经济发展的最大原因之一。而新好男孩则是最大的推动者，也是最大的受益人。
在许多美国人看来，如果新好男孩這個組合不存在，那么之后的超级男孩组合，“小甜甜”布兰妮·斯皮尔斯，甚至远在欧洲的西城男孩组合等等也不会存在。
团员霍伊还曾与韩国歌手宝儿合作歌曲Show me what you got。

## 外部連結
- 新好男孩官方网站 （页面存档备份，存于）
- 新好男孩官方臉書 （页面存档备份，存于）
- 新好男孩官方推特 （页面存档备份，存于）
- 新好男孩官方Youtube （页面存档备份，存于）